# Motocross

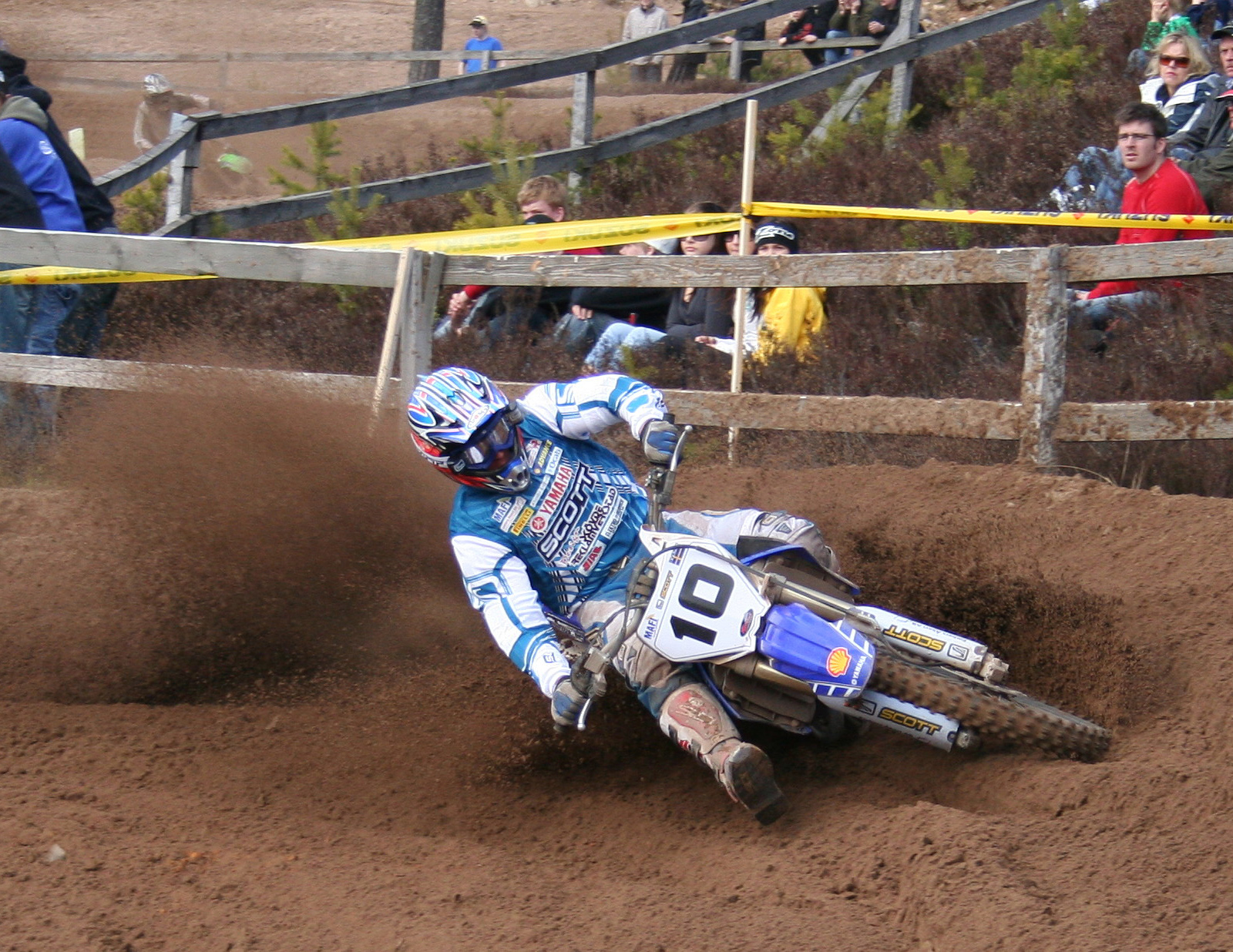
Stefan Andersson, Eksjö, i Hökensåstrofén 2006

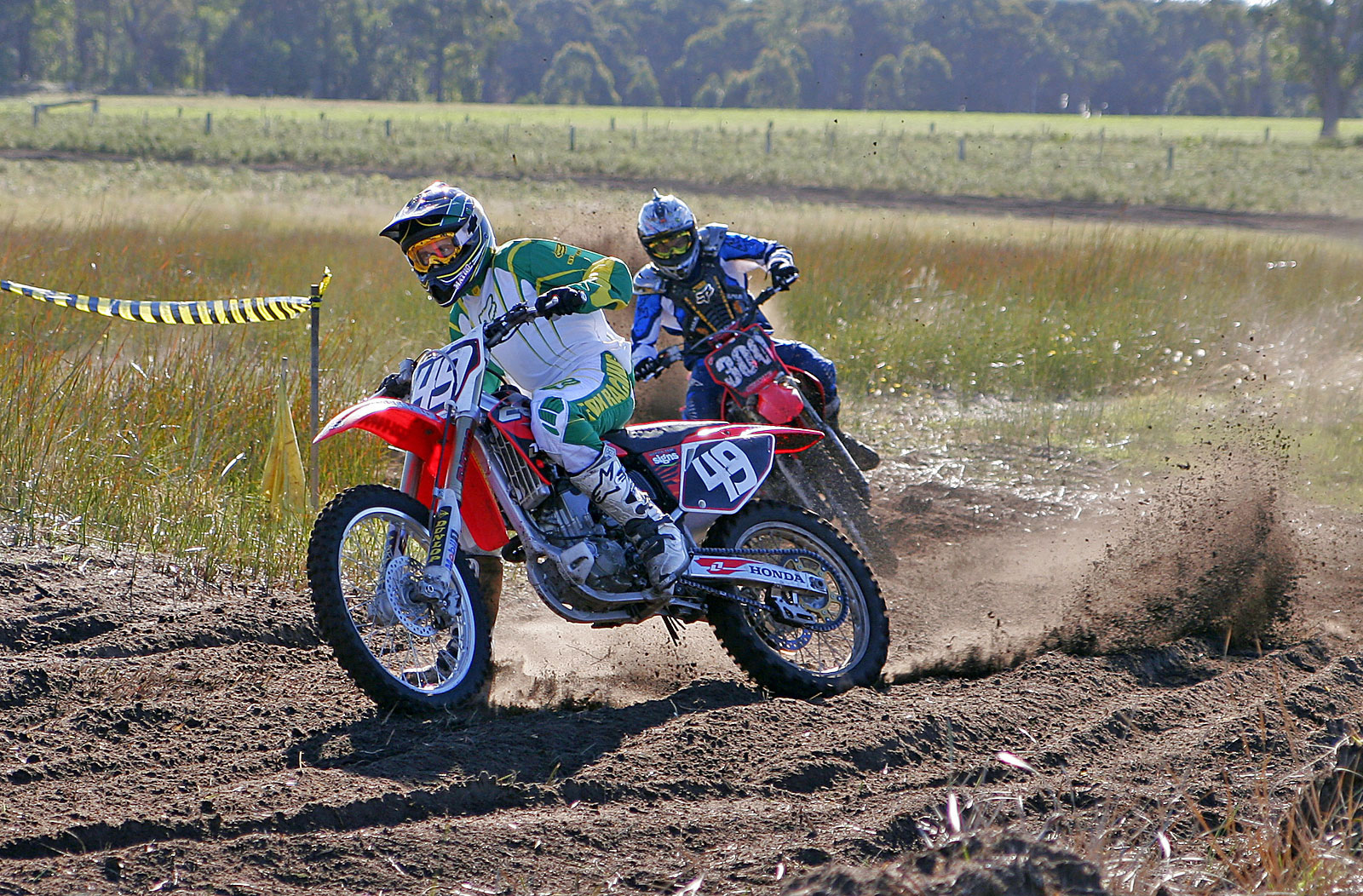
Motocross, i stubbracekaraktär

Motocross, MX, är en motorsport som körs med motorcykel på kuperad grus-, sand- eller jordbana. En mer publik- och TV-vänlig variant är så kallad stadioncross, eller supercross, som oftast körs inomhus. En modern motocrossbana är vanligtvis mellan 1 och 2 kilometer lång och 3 till 6 meter bred. Banorna följer vanligtvis den naturliga terrängen men har också inslag av artificiella hinder i form av olika sorters hopp.
Enduro är motocross i skogen och världens längsta endurotävling är på Gotland och kallas för Gotland Grand National.
Sporten betecknas ibland felaktigt motorcross men ursprunget till namnet kommer från franskans ord för motorcykel, motocyclette, kombinerat med engelskans "cross country". 

## Banan
Banan, kallad crossbana, är inhägnad. Underlaget består av sand, grus och/eller jord och är försedd med ett flertal hopp och kurvor. Ett heat omfattar för eliten 35 minuter + 2 varv och för ungdomseliten 20 minuter + 2 varv. Ett varv brukar vara cirka 2 minuter.

## Motocross i Sverige
Det nationella idrottsförbundet för motocross i Sverige är Svenska Motorcykel- och Snöskoterförbundet, Svemo. 

### Klasser
Motocross körs i olika klasser beroende på motorcykelns cylindervolym och motorns konstruktion, det vill säga tvåtakt eller fyrtakt. 

#### MX1
450cc fyrtakt och 350cc fyrtakt

#### MX2
250cc 4takt och 250cc 2takt
Tidigare kunde man även köra 125cc men nu har de kommit in nya regler så 125cc är en egen klass.

#### MX-Women
MX-women , tjejcross, är en egen klass för kvinnor i SM i motocross. I klassen tävlas med MX2-cykel. Klassen fick status som svenskt mästerskap 2004. Mest framgångsrik är Elin Mann med SM-guld 2004, 2005, 2007, 2008, 2009 och 2010

#### 125cc (U17)
125cc körs av 12-17 år och blev en egen klass 2012.

#### Ungdomsklasser
- 50 cc, Guldhjälm
- 65 cc, Guldhjälm
- 85 cc, Guldhjälm (upp till 12 år)
- 85 cc, ungdom, behövs ingen guldhjälm (12-16 år)
- 125 cc, ungdom
- MX2, ungdom

### Svenska licensregler
För att få tävla måste man ha licens, som man inte får lösa förrän vid 12 års ålder. Vill man tävla före 12 års ålder får man tävla med så kallad guldhjälmlicens.